# Batus (género)
Batus es un género de insectos de la familia de los cerambícidos.

## Especies
Este género contiene las siguientes especies:
- Batus barbicornis (Linnaeus, 1764)
- Batus hirticornis (Gyllenhal in Schoenherr, 1817)
- Batus latreillei (White, 1853)